# Černínský palác (Vídeň)
Černínský palác, něm. Palais Czernin  ve Vídni, může označovat čtyři paláce této rodiny ve Vídni.

## 1. Palais Czernin-Althan
Letní palác se nacházel ve 4. vídeňském okrese Wieden, při dnešní ulici Favoritenstrasse a v bezprostřední blízkosti Tereziánská akademie (Theresianum). Stavebníkem byl český místokancléř a říšský hrabě Tomáš Zachariáš Černín. Stavba byla zahájena roku 1697, architekt není doložen. Ze starých vyobrazení historikové usuzují, že jím mohl být císařský dvorní architekt Johann Lucas von Hildebrandt. Stavba byla koncipována jako zahradní palác s osmibokým pavilónem pro velký sál a rozlehlou terasou, která byla přístupná ze dvou venkovních schodišť. Obě postranní křídla byla nižší a měla střechy sedlové. Palác byl zařízen velkoryse, rajská zahrada byla vybavena sochami, vodotrysky a osazena exotickými dřevinami. Po smrti hraběte v roce 1700 palác zdědila vdova Zuzana Renata, rozená Bořitová z Martinic (1670-1717), která jej po smrti svého druhého manžela Leopolda Auersperga († 1705) v zadlužení prodala. Palác rozšířil až  třetí majitel, hrabě Michael Jan III. z Althannu. Po jeho smrti roku 1722 zdědila majetek jeho vdova Maria Anna z Althanu, rozená Pignatelli, která zde až do smrti císaře Karla VI. pořádala četné slavnosti pro dvorskou šlechtu a členy císařské rodiny. V roce 1804 si v paláci zřídil dílny pro výrobu nábytku továrník Josef Ulrich Danhauser, většinu pozemků zahrady rozprodal na stavební parcely. Zchátralý palác museli Danhauserovi dědicové pro krach firmy v roce 1838 prodat. Poté byl adaptován na Wiedenský špitál. Po nezbytných přestavbách dostal palác víceméně svoji původní podobu. Po druhé světové válce byl palác stržen a na jeho místě vznikl blok bytových domů s názvem Bertha-von-Suttner-Hof.

## 2. Palais Czernin-Lamberg
Dochovaný městský palác je v 1. vídeňském obvodu starého  města, v ulici Wallnerstraße 3, si dal postavit polní maršál Ferdinand hrabě Sprinzenstein roku 1675  v raně barokním stylu, jméno architekta není známo. Roku 1730 podnikl Karel Josef hrabě Lamberg-Sprinzenstein vrcholně barokní úpravu, podle něj byl dům nadále nazýván Palais Lamberg. Podle Františka Štěpána Lotrinského se označoval Císařův dům (Kaiserhaus), protože císař se zde věnoval svým zálibám a přijímal návštěvníky, nespojené s habsburskou monarchií jeho manželky Marie Terezie. Palác měl kromě rezidenčních místností také kapli a hlavně proslula Černínská obrazárna. Založil ji Jan Rudolf hrabě Czernin, který se zde narodil 9. června 1757 a zemřel 23. dubna 1845.. Byl sběratelem výtvarného umění i činovníkem uměleckých institucí, do roku 1827 zastával úřad prezidenta Císařské akademie výtvarných umění. Jeho jediný syn Evžen Karel Czernin následně galerii přestěhoval do nového Černínského paláce, který dal postavit ve čtvrti Josefstadt. Palác Czernin-Lamberg se dochoval v úpravách z 19. století, od roku 1855 byl majetkem rodiny Buquoy-Longueval. Poslední adaptace proběhla v závěru 20. století pro kanceláře současné firmy Donau-Finanz AG.

## 3. Palais Czernin

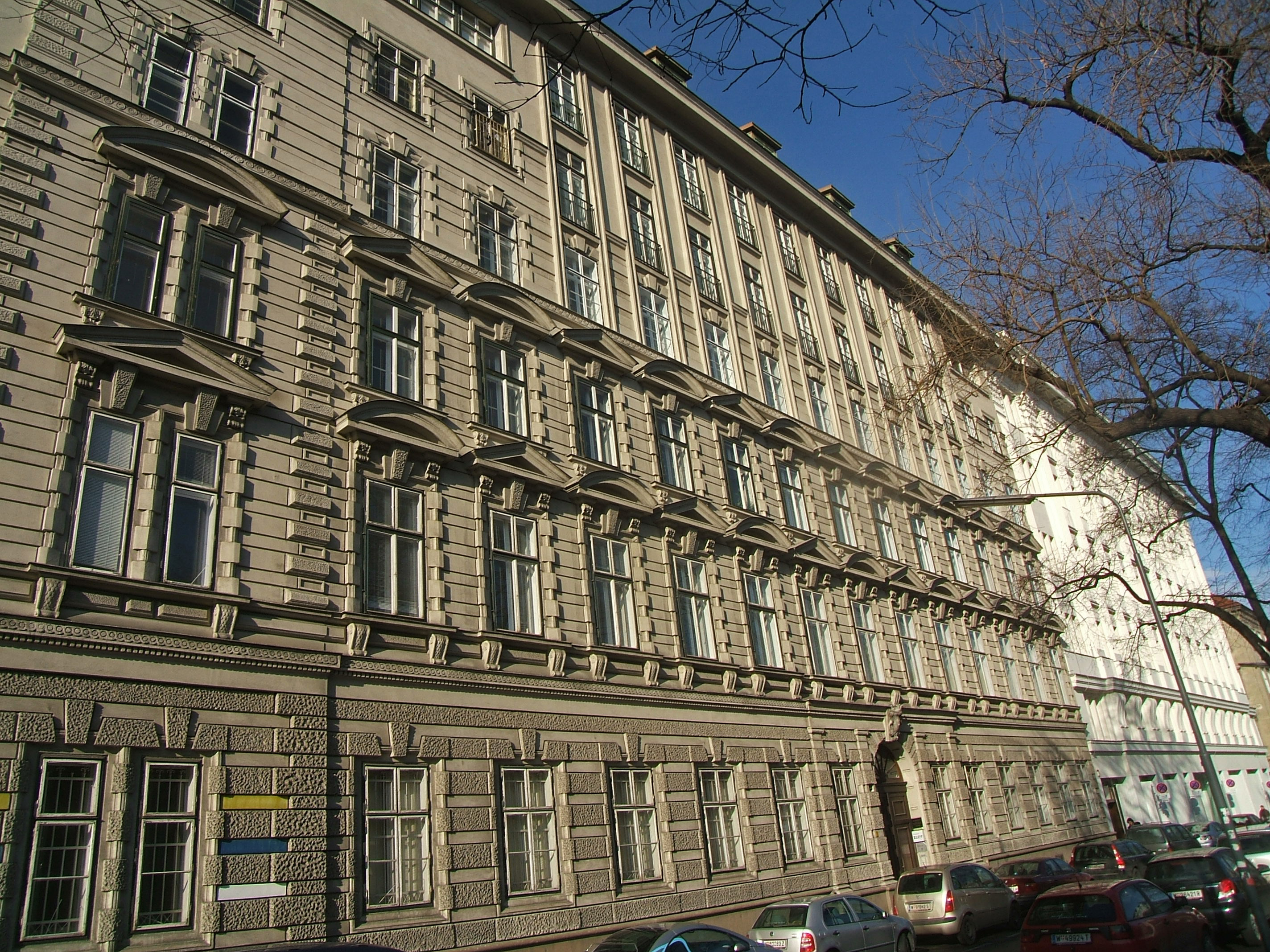
Černínský palác v Josefstadtu

Městský palác v 8. vídeňském obvodu ve čtvrti Josefstadt na adrese Friedrich-Schmidt Platz č. 4  byl postaven v letech 1837–1839 a zapsán jako fideikomis rodiny Czerninů. V letech 1845–1954 v něm byla uchovávána Černínská obrazárna, především obrazy starých mistrů nizozemských, italských, španělských a francouzských ze 17.–18. století. Část obrazárny, instalovaná v kapli, je zachycena na akvarelu malíře Raimunda Mössmera z roku 1864: italská gotická oltářní archa (polyptych), renesanční portrét benátského dóžete, Kající se Maří Magdaléna na poušti a nad ní  Škrétův sv. Augustin, a další. Meyers-Lexikon roku 1895 zaznamenal jména Rubens, van Dyck, Ruisdael, Potter, Rembrandt, van Huysum a van der Meer. Posledním majitelem byl Eugen Czernin (1892–1955), po té rodina sbírku dlouhodobě zapůjčila do galerie Rezidence v Salcburku a v letech 1980-1991 do ní byly obrazy postupně zakoupeny. 
K paláci byla v letech 1914-1916 přistavěna moderní budova (dnes kulturní oddělení města Vídeň). Trojosé průčelí čtyřpodlažního paláce je dosud vyzdobeno Černínským erbem, v letech 1928 až 1935 došlo ke zvýšení o dvě podlaží. 
Stavba byla během druhé světové války vážně poškozena. Portály, římsy i fasáda byly proto po roce 1955 otlučeny a nahrazeny novodobým štukem a vybavením.

## 4. Palais Czernin
Zahradní palác stál v pozdějším 2. vídeňském obvodu ve čtvrti Leopoldstadt, na adrese Czerninplatz 4–5. Stavební parcelu roku 1685 koupil Heřman Jakub Černín (1659–1710) a rošířil jej až k dnešnímu Dunajskému kanálu. Chátral od roku 1767, roku 1795 se začalo s parcelací pozemků na nové domy.